# Longtan Xihu Gongyuan
Longtan Xihu Gongyuan (kinesiska: 龙潭西湖公园) är en park i Kina. Den ligger i storstadsområdet Peking, i den norra delen av landet, i huvudstaden Peking.
Runt Longtan Xihu Gongyuan är det tätbefolkat, med 849 invånare per kvadratkilometer. Närmaste större samhälle är Peking, 3,9 km nordväst om Longtan Xihu Gongyuan. Runt Longtan Xihu Gongyuan är det i huvudsak tätbebyggt.
Genomsnittlig årsnederbörd är 694 millimeter. Den regnigaste månaden är juli, med i genomsnitt 226 mm nederbörd, och den torraste är januari, med 2 mm nederbörd.